# Prosodia (filología clásica)
El término prosodia (de προσῳδία) era polisémico en griego antiguo, y esta polisemia ha derivado en su uso con distintos significados en filología clásica. El término prosodia puede designar por tanto:
- Una canción (προσῳδία sc. ᾠδὴ) cantada con música instrumental (Critias 57, Choeroboscus en los escolios a Dionisio Tracio p.124 (Uhlig).
- La variación en la entonación (Platón República 399a) y otras variaciones suprasegmentales (Sexto Empírico Contra los matemáticos 1.113, cf. Theon.Prog.13) que la lingüística moderna trata en el capítulo de la prosodia (lingüística).
- Los signos diacríticos y, en general los signos demarcativos de todo tipo empleados por los gramáticos alejandrinos (cf. Choeroboscus en los escolios a Dionisio Tracio p.124 (Uhlig).[1]